# Lijst van gemeentelijke monumenten in Drenthe

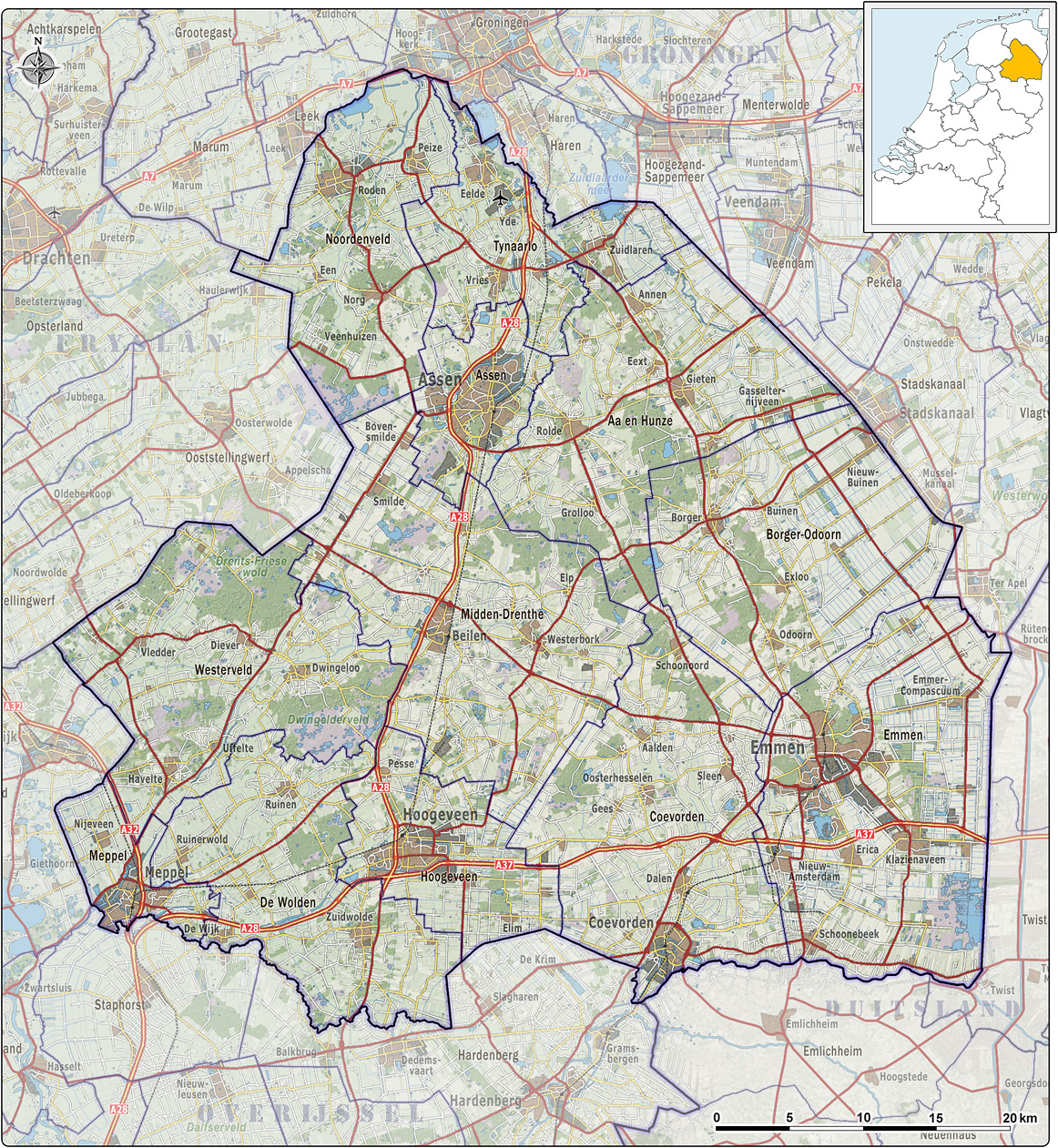
Drenthe (2013)

In een aantal gemeenten in Drenthe zijn er gemeentelijke monumenten door de gemeente aangewezen.
- Aa en Hunze heeft geen gemeentelijke monumenten
- Assen: 206 gemeentelijke monumenten
- Borger-Odoorn heeft geen gemeentelijke monumenten
- Coevorden heeft geen gemeentelijke monumenten[1]
- Emmen: 49 gemeentelijke monumenten
- Hoogeveen heeft geen gemeentelijke monumenten
- Meppel: 37 gemeentelijke monumenten
- Midden-Drenthe heeft geen gemeentelijke monumenten.[2]
- Noordenveld heeft geen gemeentelijke monumenten
- Tynaarlo heeft geen gemeentelijke monumenten
- Westerveld: 60 gemeentelijke monumenten
- De Wolden heeft geen gemeentelijke monumenten[3]